# Saint-Berthevin (Mayenne)
Pour les articles homonymes, voir Saint-Berthevin et Saint Berthevin.
Saint-Berthevin est une commune française de l'unité urbaine de Laval, située dans le département de la Mayenne en région Pays de la Loire, peuplée de 7 384 habitants.
La commune fait partie de la province historique du Maine, et se situe dans le Bas-Maine.

## Géographie
La commune est au sud-ouest du Bas-Maine, dans l'agglomération lavalloise. Son bourg est à 5 km à l'ouest du centre-ville de Laval et à 30 km à l'est de Vitré.
Le sud du territoire est occupé par la forêt de Concise (privée). La commune est traversée par le Vicoin.

### Communes limitrophes
| Le Genest-Saint-Isle | Le Genest-Saint-Isle, Changé | Changé |
| Loiron               | Saint-Berthevin              | Laval  |
| Ahuillé              | Montigné-le-Brillant         | Laval  |

### Climat
Pour des articles plus généraux, voir Climat des Pays de la Loire et Climat de la Mayenne.
En 2010, le climat de la commune est de type climat océanique altéré, selon une étude du CNRS s'appuyant sur une série de données couvrant la période 1971-2000. En 2020, Météo-France publie une typologie des climats de la France métropolitaine dans laquelle la commune est exposée à un climat océanique et est dans une zone de transition entre les régions climatiques « Bretagne orientale et méridionale, Pays nantais, Vendée » et « Moyenne vallée de la Loire ». 
Pour la période 1971-2000, la température annuelle moyenne est de 11,3 °C, avec une amplitude thermique annuelle de 13,7 °C. Le cumul annuel moyen de précipitations est de 784 mm, avec 12,4 jours de précipitations en janvier et 7,1 jours en juillet. Pour la période 1991-2020, la température moyenne annuelle observée sur la station météorologique de Météo-France la plus proche, « Laval-Etronnier », sur la commune de Laval à 4 km à vol d'oiseau, est de 11,9 °C et le cumul annuel moyen de précipitations est de 757,1 mm,. Pour l'avenir, les paramètres climatiques de la commune estimés pour 2050 selon différents scénarios d'émission de gaz à effet de serre sont consultables sur un site dédié publié par Météo-France en novembre 2022.
| Mois                                  | jan.          | fév.           | mars          | avril         | mai           | juin          | jui.          | août          | sep.          | oct.          | nov.          | déc.          | année      |
| ------------------------------------- | ------------- | -------------- | ------------- | ------------- | ------------- | ------------- | ------------- | ------------- | ------------- | ------------- | ------------- | ------------- | ---------- |
| Température minimale moyenne (°C)     | 2,7           | 2,4            | 4,1           | 5,7           | 9             | 11,9          | 13,7          | 13,7          | 11,1          | 8,8           | 5,4           | 3             | 7,6        |
| Température moyenne (°C)              | 5,4           | 5,9            | 8,3           | 10,7          | 14            | 17,2          | 19,1          | 19,2          | 16,3          | 12,7          | 8,5           | 5,8           | 11,9       |
| Température maximale moyenne (°C)     | 8,2           | 9,3            | 12,6          | 15,6          | 19            | 22,4          | 24,6          | 24,7          | 21,5          | 16,6          | 11,6          | 8,6           | 16,2       |
| Record de froid (°C) date du record   | −7,7 21.01.17 | −10,7 11.02.12 | −4,9 13.03.13 | −3 04.04.22   | −1 03.05.21   | 5 11.06.19    | 7,5 01.07.22  | 7,5 21.08.14  | 3,3 30.09.21  | −1,2 21.10.10 | −5,6 30.11.10 | −5,6 03.12.10 | −10,7 2012 |
| Record de chaleur (°C) date du record | 15,1 24.01.16 | 19,6 27.02.19  | 23,5 30.03.21 | 27,3 21.04.18 | 29,1 26.05.17 | 37,8 29.06.19 | 39,3 23.07.19 | 38,2 07.08.20 | 34,5 09.09.23 | 29,6 09.10.23 | 20,5 07.11.15 | 16,7 31.12.22 | 39,3 2019  |
| Ensoleillement (h)                    | 646           | 957            |               |               | 209           | 2 154         |               | 2 196         | 1 756         | 1 088         | 762           | 621           |            |
| Précipitations (mm)                   | 74            | 55             | 53,9          | 55            | 63,9          | 53,3          | 48,1          | 51,3          | 60,1          | 79,1          | 76            | 87,4          | 757,1      |

## Urbanisme

### Typologie
Au 1er janvier 2024, Saint-Berthevin est catégorisée ceinture urbaine, selon la nouvelle grille communale de densité à sept niveaux définie par l'Insee en 2022.
Elle appartient à l'unité urbaine de Laval, une agglomération intra-départementale regroupant trois  communes, dont elle est une commune de la banlieue,,. Par ailleurs la commune fait partie de l'aire d'attraction de Laval, dont elle est une commune de la couronne,. Cette aire, qui regroupe 66 communes, est catégorisée dans les aires de 50 000 à moins de 200 000 habitants,.

### Occupation des sols
L'occupation des sols de la commune, telle qu'elle ressort de la base de données européenne d’occupation biophysique des sols Corine Land Cover (CLC), est marquée par l'importance des territoires agricoles (66,6 % en 2018), en diminution par rapport à 1990 (72,4 %). La répartition détaillée en 2018 est la suivante : 
prairies (57,6 %), forêts (15,1 %), zones urbanisées (8,8 %), zones industrielles ou commerciales et réseaux de communication (8,7 %), terres arables (8,7 %), espaces verts artificialisés, non agricoles (0,9 %), zones agricoles hétérogènes (0,3 %). L'évolution de l’occupation des sols de la commune et de ses infrastructures peut être observée sur les différentes représentations cartographiques du territoire : la carte de Cassini (XVIIIe siècle), la carte d'état-major (1820-1866) et les cartes ou photos aériennes de l'IGN pour la période actuelle (1950 à aujourd'hui).

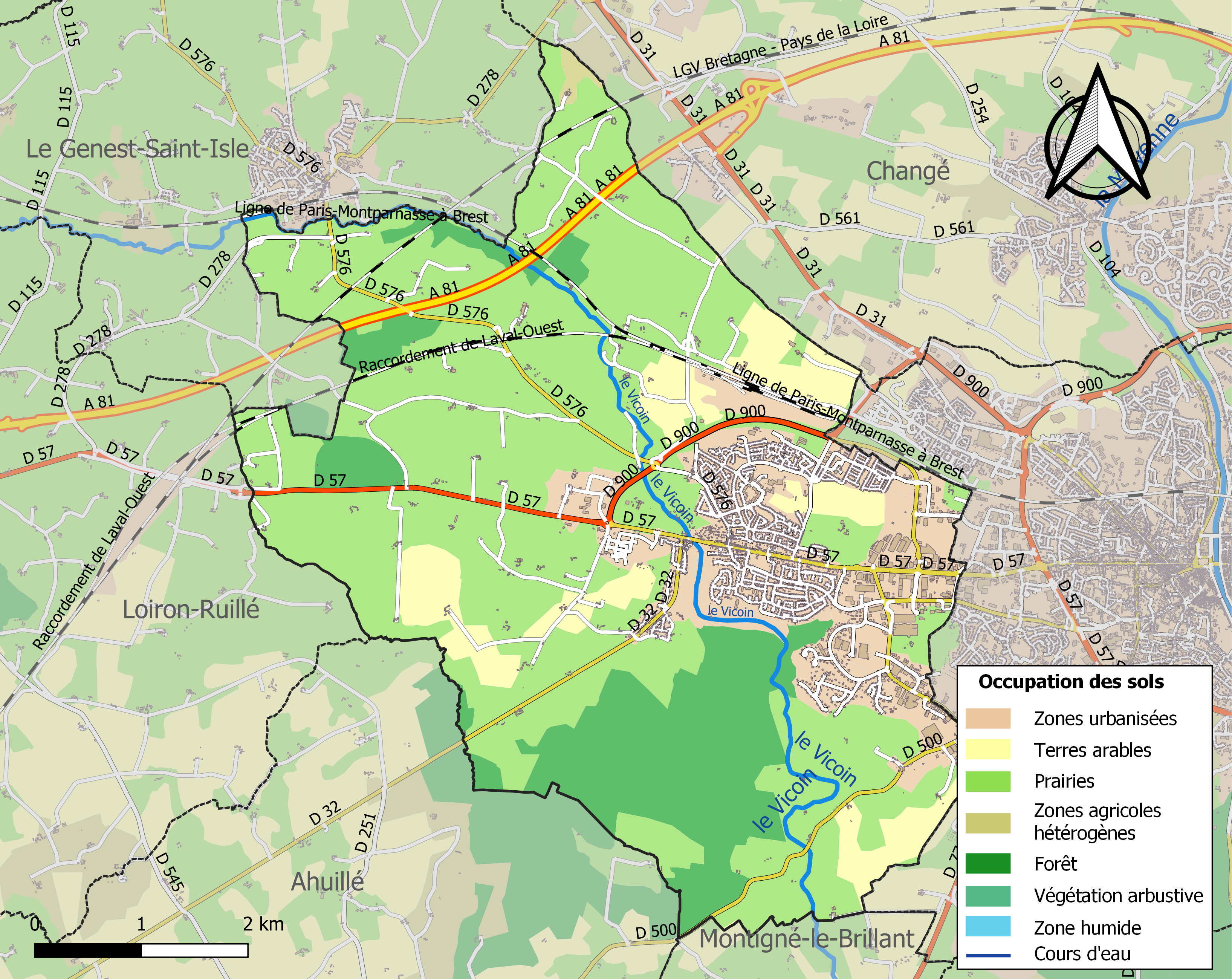
Carte des infrastructures et de l'occupation des sols de la commune en 2018 (CLC).

## Toponymie
Le plus ancien nom de la localité est retranscrit sous la forme apud S. Bertivinum au XIe siècle,. La paroisse est dédiée à Berthevin de Parigny, un ermite qui vécut dans une grotte locale appelée « le petit saint Berthevin ».
Les noms successifs rencontrés sont  :
- Apud Sanctum Berthivinum (1075)
- Ecclesia Sancti Bertevini (1080)
- Feria Sancti Bertevini (1100)
- Parrochia Sancti Bertevini (1186)
- Sancti Bertevini juxta Lavallem (1238)
- Saint Berthevin sur Vicoin (1330)
- Ecclesia Sancti Berthevini (XVe siècle)
- Saint Berthevin près Laval (1509)
- Saint Berthevin les Laval (1567)
- Saint Berthevin près Laval (1789)
- Saint-Berthevin-lès-Laval (XIXe siècle)
- Saint-Berthevin, (XXe siècle)

Le gentilé est Berthevinois.

## Histoire
À la création des cantons, Saint-Berthevin est chef-lieu de canton. Ce canton est supprimé lors du redécoupage cantonal de l'an IX (1801). La commune est de nouveau désignée chef-lieu de canton en 1984.

## Politique et administration

### Rattachements administratifs et électoraux
Saint-Berthevin appartient à l'arrondissement de Laval et au canton de Saint-Berthevin, dont elle est le chef-lieu depuis sa création en 1984. Le redécoupage cantonal de 2014 en a modifié sa composition puisqu'il compte désormais quatre communes au lieu de sept.
Pour l'élection des députés, la commune fait partie de la deuxième circonscription de la Mayenne, représentée depuis juin 2017 par Géraldine Bannier (MoDem). Auparavant, elle a successivement appartenu à la 1re circonscription de Laval (1876-1885 et 1889-1919), la circonscription de Laval (1928-1940) et la 1re circonscription (1852-1870, 1958-1986 et 1988-2012).
Sur le plan des institutions judiciaires, la commune relève du tribunal judiciaire (qui a remplacé le tribunal d'instance et le tribunal de grande instance le 1er janvier 2020), du tribunal pour enfants, du conseil de prud’hommes, du tribunal de commerce et du tribunal paritaire des baux ruraux de Laval, de la cour d’appel d'Angers, du tribunal administratif et de la cour administrative d'appel de Nantes.

### Intercommunalité
Depuis le 1er novembre 1993, date de sa création, la commune appartient à Laval Agglomération (anciennement Communauté de communes du Pays de Laval) et en est la deuxième ville. Cette intercommunalité a succédé au district urbain de Laval, fondé en 1963, dont Saint-Berthevin était membre fondateur avec huit autres communes.

### Administration municipale
Le nombre d'habitants au dernier recensement étant compris entre 5 000 et 9 999, le nombre de membres du conseil municipal est de 29.
Le conseil municipal compte par ailleurs huit adjoints.

### Tendances politiques et résultats
| Élections                  | Élections                     | Circonscription électorale | Élu de la circonscription       | Élu de la circonscription | Élu de la circonscription | Élu de la circonscription |
| Niveau                     | Type                          | Circonscription électorale | Titre                           | Nom                       | Début de mandat           | Fin de mandat             |
| -------------------------- | ----------------------------- | -------------------------- | ------------------------------- | ------------------------- | ------------------------- | ------------------------- |
| Commune / Intercommunalité | Municipales et communautaires | Saint-Berthevin            | Maire                           | Yannick Borde             | 2020 2026                 |                           |
| Commune / Intercommunalité | Municipales et communautaires | Laval Agglomération        | Président de l'intercommunalité | Florian Bercault          | 2020                      | 2026                      |
| Département                | Départementales               | Canton de Saint-Berthevin  | Conseiller départemental        | Olivier Richefou          | 2021                      | 2028                      |
| Département                | Départementales               | Canton de Saint-Berthevin  | Conseillère départementale      | Corinne Segrétain         | 2021                      | 2028                      |
| Région                     | Régionales                    | Région Pays de la Loire    | Présidente du conseil régional  | Christelle Morançais      | 2021                      | 2028                      |
| Pays                       | Législatives                  | 2e circonscription         | Députée                         | Géraldine Bannier         | 2024                      | 2029                      |

#### Élections municipales
- Élection municipale de 2020 (1er tour) : 100 % (1 396 voix) pour Yannick Borde (UDI), 29,11 % de participation.
- Élection municipale de 2014 (1er tour) : 65,81 % (2 426 voix) pour Yannick Borde (DVD-UDI), 34,18 % (1 260 voix) pour Flora Gruau (DVG), 68,60 % de participation.
- Élection municipale de 2008 (1er tour) : 58,82 % (2 214 voix) pour Yannick Borde (DVD), 41,18 % (1 550 voix) pour Alain Viot (DVG), 72,44 % de participation.
- Élection municipale partielle de 2003 (1er tour) : 51,13 % (1 605 voix) pour Yannick Borde (DVD), 48,87 % (1 534 voix) pour Alain Viot (DVG), 65,21 % de participation.
- Élection municipale de 2001 : données manquantes
- Élection municipale de 1995 : données manquantes
- Élection municipale partielle de 1990 (2d tour) : 53,91 % (1 627 voix) pour Michel Sorin (PS), 46,09 % (1 391 voix) pour Clément Trocherie (RPR), 69,75 % de participation.
- Élection municipale de 1989 (1er tour) : 54,39 % (1 702 voix) pour Bernard Le Godais (UDF-PR), 45,60 % (1 427 voix) pour Michel Sorin (PS), 74,51 % de participation.

### Liste des maires
| Période                                  | Période                       | Identité                   | Étiquette             | Qualité |
| ---------------------------------------- | ----------------------------- | -------------------------- | --------------------- | --- |
| Les données manquantes sont à compléter. |                               |                            |                       | |
| 1835                                     | 1840                          | M. Leray-Prairie           |                       | |
| Les données manquantes sont à compléter. |                               |                            |                       | |
| 1850                                     | 1870                          | Pierre Gerbault            |                       | Propriétaire |
| 1870                                     | 1921 (décès)                  | Raphaël Toutain            | Droite                | Propriétaire Conseiller général (1871 → 1877) |
| 1921                                     | 1935                          | Jules Malin                |                       | |
| ca. 1939                                 |                               | M. Penaud                  |                       | |
| Les données manquantes sont à compléter. |                               |                            |                       | |
| mai 1953                                 | mars 1965                     | Maurice Boisseau du Rocher |                       | Chevalier de la Légion d'honneur, Croix de guerre 1914-1918 |
| mars 1965                                | 1990 (démission)              | Bernard Le Godais          | CD puis UDF-PR        | Chef d'entreprise Vice-président du District de Laval |
| octobre 1990                             | mars 2001                     | Michel Sorin               | PS                    | Ingénieur agronome Élu à la suite d'une élection municipale partielle |
| mars 2001                                | avril 2003 (démission)        | Bernard Gastineau          | DVD                   | Cadre retraité Vice-président de Laval Agglomération (2001 → 2003) |
| 13 avril 2003                            | En cours (au 19 janvier 2021) | Yannick Borde              | DVD puis UDI puis HOR | Directeur général d'un réseau immobilier Conseiller général de Saint-Berthevin (2011 → 2015) 1er vice-président de Laval Agglomération (2014 → 2020) 4e vice-président de Laval Agglomération (2020 → 2021) Élu à la suite d'une élection municipale partielle |

### Jumelages
- Wehingen (Allemagne) depuis 1969.
- Minehead (Royaume-Uni) depuis 1990.
- Caslino d'Erba (Italie) depuis 1995.
- Ceutí (Espagne) depuis 1998.
- Desești (Roumanie).

## Population et société

### Démographie
L'évolution du nombre d'habitants est connue à travers les recensements de la population effectués dans la commune depuis 1793. Pour les communes de moins de 10 000 habitants, une enquête de recensement portant sur toute la population est réalisée tous les cinq ans, les populations de référence des années intermédiaires étant quant à elles estimées par interpolation ou extrapolation. Pour la commune, le premier recensement exhaustif entrant dans le cadre du nouveau dispositif a été réalisé en 2004.
En 2022, la commune comptait 7 384 habitants, en évolution de +0,54 % par rapport à 2016 (Mayenne : −0,73 %, France hors Mayotte : +2,11 %).
| 1793  | 1800  | 1806  | 1821  | 1831  | 1836  | 1841  | 1846  | 1851  |
| ----- | ----- | ----- | ----- | ----- | ----- | ----- | ----- | ----- |
| 1 677 | 1 557 | 1 567 | 1 673 | 1 984 | 1 931 | 2 140 | 2 282 | 2 334 |

| 1856  | 1861  | 1866  | 1872  | 1876  | 1881  | 1886  | 1891  | 1896  |
| ----- | ----- | ----- | ----- | ----- | ----- | ----- | ----- | ----- |
| 2 359 | 2 229 | 2 065 | 1 895 | 1 905 | 1 836 | 1 996 | 1 855 | 1 717 |

| 1901  | 1906  | 1911  | 1921  | 1926  | 1931  | 1936  | 1946  | 1954  |
| ----- | ----- | ----- | ----- | ----- | ----- | ----- | ----- | ----- |
| 1 621 | 1 657 | 1 711 | 1 420 | 1 346 | 1 299 | 1 298 | 1 511 | 1 582 |

| 1962  | 1968  | 1975  | 1982  | 1990  | 1999  | 2004  | 2006  | 2009  |
| ----- | ----- | ----- | ----- | ----- | ----- | ----- | ----- | ----- |
| 1 713 | 2 289 | 4 897 | 5 624 | 6 382 | 6 873 | 6 909 | 6 889 | 7 097 |

| 2014  | 2019  | 2022  | - | - | - | - | - | - |
| ----- | ----- | ----- | - | - | - | - | - | - |
| 7 355 | 7 353 | 7 384 | - | - | - | - | - | - |

### Activité, label et manifestations
La commune est une ville fleurie (deux fleurs) au concours des villes et villages fleuris.
Depuis 2008, un festival de photos nature d'envergure internationale est organisé le premier week-end de février.

### Sports
L'Union sportive de Saint-Berthevin-lès-Laval fait évoluer une équipe de football en ligue du Maine et quatre autres équipes en divisions de district.
En 2016, les équipes de l'USSB basket seniors féminines et seniors masculins ont remporté chacune la coupe de la Mayenne.

## Économie
- Centre de formation de la chambre de commerce et d'industrie de la Mayenne.
- Parc des expositions géré par la CCI.
- La société Gruau spécialisée dans l'aménagement de véhicules utilitaires est implantée à Saint-Berthevin[33] depuis 1968.
- Siège social de la chaîne de magasins NOZ.
- Société GYS (depuis 1964): postes de soudure à l'arc, chargeurs de batterie (900 salariés en 2022, dont 650 en France)[34].

## Culture locale et patrimoine

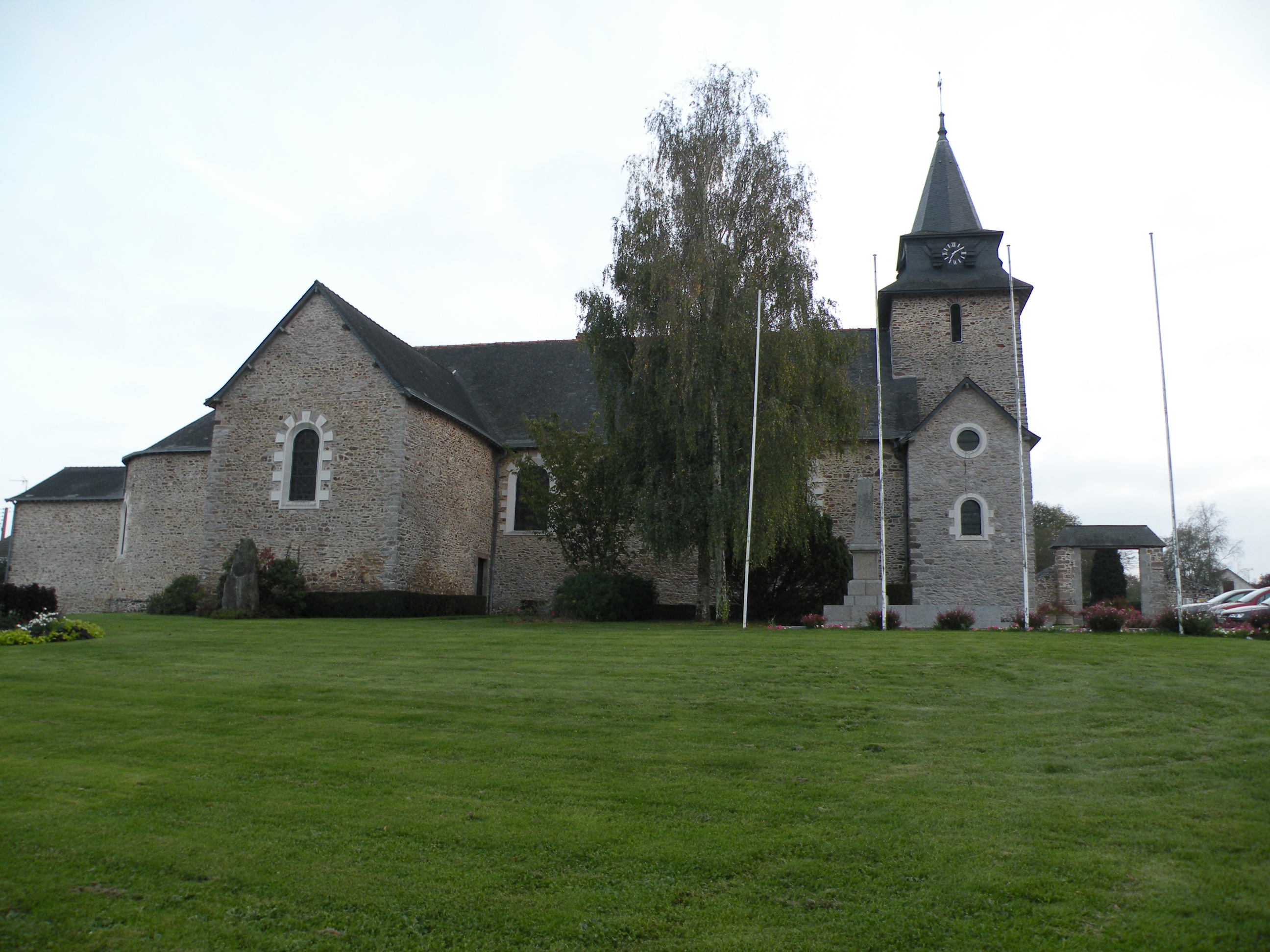
L'église de Saint-Berthevin.

### Lieux et monuments
- Église Saint-Berthevin du XIe siècle.
- Fours à chaux des Brosses, inscrits au titre des Monuments historiques[35].
- Rocher élevé, nommé la Chaise de Saint-Berthevin.
- Base de loisirs de Coupeau.
- Anciennes carrières de marbre rose (voir : marbre de Saint-Berthevin).
- Château du Châtelier.
- Château de la Fenardière.
- Deux bornes sont classées à titre d'objets[36].

### Personnalités liées à la commune
- Jean Chouan, né Jean Cottereau (1757-1794), un des chefs de l'insurrection contre-révolutionnaire et royaliste de 1793.
- Alain Gerbault (1893–1941), navigateur, pilote et joueur de tennis français né à Laval ; petit-fils de Pierre Jacques Gerbault (1827-1878), maire de Saint-Berthevin. Il est le premier navigateur à traverser l'Atlantique à la voile en solitaire d'est en ouest, ainsi que le premier Français à achever un tour du monde en solitaire à la voile.
- René de Salins (1920-2014), militaire et dirigeant d'entreprise français né à Laval.
- La famille de Montferré est propriétaire au cours du XXe siècle de la majeure partie du massif forestier de Concise et réside au château de Concise édifié au lieu dit "L'Ermitage". Devenue veuve en 1929, la marquise de Montferré préfère se rapprocher de la ville et quitter son château vétuste et isolé qui sera par la suite démoli, ses pierres servant à remblayer dans les années 1950, les sentiers de la forêt.

### Héraldique
| Blason de Saint-Berthevin (Mayenne) | Blason  | De gueules au chevron d'argent accompagné de trois aigles d'or. |
| Blason de Saint-Berthevin (Mayenne) | Détails |                                                                 |

### Articles connexses
- Liste des communes de la Mayenne